# ويلينغتون سانتوس دا سيلفا
ويلينغتون سانتوس دا سيلفا (بالبرتغالية: Wellington Santos da Silva‏) هو لاعب كرة قدم برازيلي، ولد في 17 أغسطس 1985 في غوارولوس في البرازيل. لعب مع غريميو بورتو أليغرينزي وماينتس 05 ونادي إيتوانو ونادي فيغورينسي ونادي كورينثيانز ونادي لييباياس ميتالورغس وناسيونال ماديرا.

## وصلات خارجية
- ويلينغتون سانتوس دا سيلفا على موقع قاعدة بيانات كرة القدم.إي يو (الإنجليزية)
- ويلينغتون سانتوس دا سيلفا على موقع Soccerway.com (الإنجليزية)
- ويلينغتون سانتوس دا سيلفا على موقع عالم كرة القدم.نت (الإنجليزية)